# Hüttwilen
Hüttwilen is een gemeente en plaats in het Zwitserse kanton Thurgau, en maakt deel uit van het district Frauenfeld.
Hüttwilen telt 1371 inwoners.

## Externe link

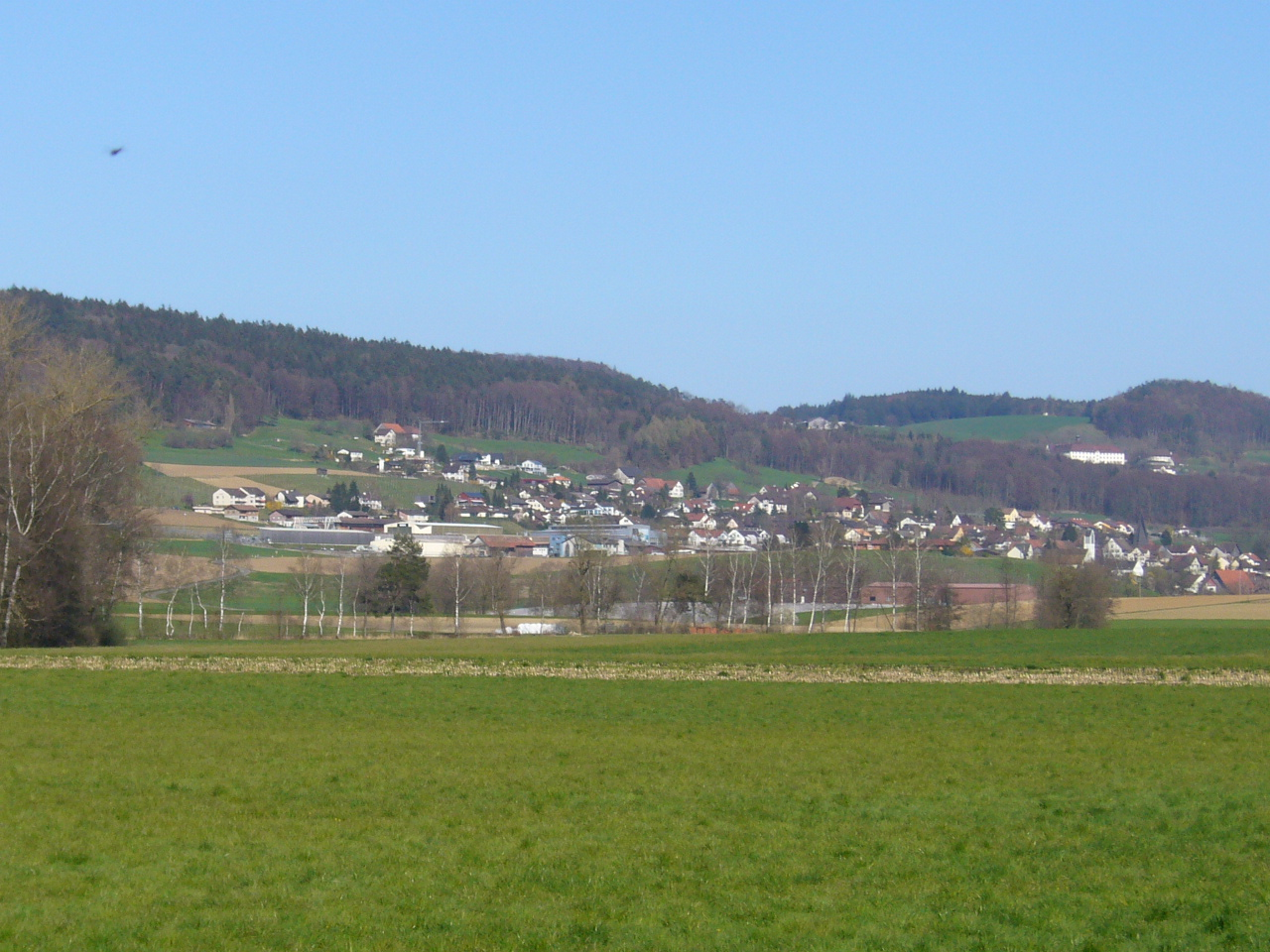
Hüttwilen